# 증거신청
증거신청이란 민사소송법상 증거사용을 위해 법원에 허가를 구하는 일을 말한다.

## 조문
민사소송법 제289조(증거의 신청과 조사) 
(1) 증거를 신청할 때에는 증명할 사실을 표시하여야 한다.
(2) 증거의 신청과 조사는 변론기일전에도 할 수 있다.
제290조(증거신청의 채택여부)
법원은 당사자가 신청한 증거를 필요하지 아니하다고 인정한 때에는 조사하지 아니할 수 있다. 다만, 그것이 당사자가 주장하는 사실에 대한 유일한 증거인 때에는 그러하지 아니하다.
제291조(증거조사의 장애)
법원은 증거조사를 할 수 있을지, 언제 할 수 있을지 알 수 없는 경우에는 그 증거를 조사하지 아니할 수 있다.

## 판례
- 민사소송절차의 변론과정에서 당사자가 상대방의 프라이버시나 명예에 관한 사항을 주장하고 이에 관한 증거자료를 제출함으로써 상대방의 프라이버시가 침해되거나 명예가 훼손되었다 하더라도, 그 주장과 입증이 당사자에게 허용되는 정당한 변론활동의 범위를 일탈한 것이 아니라면 위법성이 없다.[1]
- 피항소인에게 항소장의 부본 및 변론기일 소환장이 공시송달의 방법에 의하여 송달되었고, 판결정본도 공시송달의 방법으로 송달되었다면, 피항소인으로서는 항소인이 항소를 제기하여 항소심의 절차가 진행되었던 사실을 모르고 있었다고 할 것이어서, 특별한 사정이 없는 한 피항소인은 과실 없이 판결의 송달을 알지 못한 것이라고 할 것이고, 이러한 경우 피항소인은 책임질 수 없는 사유로 불변기간을 준수할 수 없었던 때에 해당하여 그 사유가 종료된 후 2주일 내(그 사유가 종료될 당시 외국에 있었던 경우에는 30일 내) 추완상고를 할 수 있다.[2]

### 유일한 증거
- 증거신청에 대하여 판단을 하지 아니한 법원의 조치가 묵시적으로 기각한 취지로서 주장사실에 대한 유일한 증거가 아닌 한 적법하다고 한 사례.[3]
- 민사소송법 제263조 소정의 “유일한 증거”라 함은 그 당사자에게 입증책임이 있는 사항에 관한 유일한 증거를 말한다.[4]
- 민사소송법 제263조 단서가 규정하는 유일한 증거라 함은 당사자가 입증책임이 있는 사항에 관한 유일한 증거를 말하는 것인바, 유언의 존재 및 내용이 입증사항인 이상 유서에 대한 필적과 무인의 감정은 반증에 불과하여 유일한 증거에 해당하지 않는다.[5]
- 당사자 본인신문은 보충적 증거방법에 불과하여 다른 증거없이 오로지 당사자 본인신문의 결과만으로 주장사실을 인정할 수 없다.[6]
- 유일한 증거가 아닌 이상 증거신청이 당사자의 고의 또는 중대한 과실로 시기에 늦은 것이 아닌 경우라도 법원은 이를 각하할 수 있다.[7]
- 피고가 증인신청을 하여 채택하고 그 신문기일을 정하였던바 피고는 그 증인들의 소환비용을 예납하지 아니하였을 뿐 아니라 그 기일에 피고는 출석도 하지 아니하였으므로 그 증거채택을 취소하고 변론을 종결하였던바 그 후 피고의 변론재개신청을 채택하여 다음 기일을 지정 고지하였음에도 불고하고 피고는 출석하지 아니하고 다음 기일에 비로소 출석하여 이미 취소된 증인의 환문을 재차 신청한 바 이 신청은 시기에 늦은 공격방어방법이라고 볼 수 있을 것이므로 원심이 이를 채택하지 아니하였다 하여 유일한 증거를 조사하지 아니하거나 심리미진의 위법이 있다고 할 수 없다.[8]
- 증거신청에 대하여 판단을 하지 아니한 법원의 조치가 묵시적으로 기각한 취지로서 주장사실에 대한 유일한 증거가 아닌 한 적법하다고 한 사례.[3]
- 문서제출명령신청에 대해서, 별다른 판단을 하지 아니한 채 변론을 종결하고 판결을 선고한 것은 문서제출명령신청을 묵시적으로 기각한 취지라고 할 것이니 이를 가리켜 판단유탈에 해당한다고는 볼 수 없다.[9]